# Jouac
Jouac est une commune française située dans le département de la Haute-Vienne, en région Nouvelle-Aquitaine.
Ses habitants s'appellent les Jouacais et les Jouacaises.

## Géographie

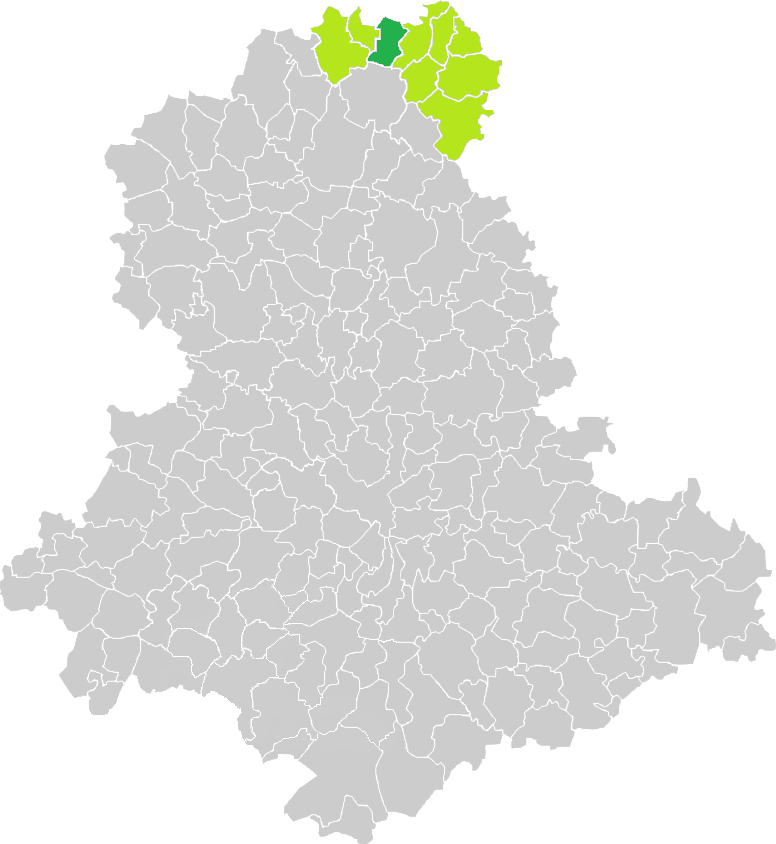
Situation de la commune de Jouac en Haute-Vienne.

Le territoire communal est arrosé par la rivière Benaize.
La commune de Jouac a une superficie de 20,3 km2. Elle est limitrophe du département de l'Indre. La plus grande ville la plus proche est Limoges, qui est située à 60 km au sud à vol d'oiseau.
|                       | Bonneuil (Indre)      | Beaulieu (Indre) |
| Saint-Martin-le-Mault | Jouac                 | Cromac           |
| Lussac-les-Églises    | Saint-Léger-Magnazeix |                  |

### Climat
Pour des articles plus généraux, voir Climat de la Nouvelle-Aquitaine et Climat de la Haute-Vienne.
Historiquement, la commune est exposée à un climat océanique limousin.
En 2020, Météo-France publie une typologie des climats de la France métropolitaine dans laquelle la commune est exposée à un climat océanique altéré et est dans une zone de transition entre les régions climatiques « Poitou-Charentes » et « Ouest et nord-ouest du Massif Central ».
Pour la période 1971-2000, la température annuelle moyenne est de 11,4 °C, avec une amplitude thermique annuelle de 15,1 °C. Le cumul annuel moyen de précipitations est de 864 mm, avec 12,5 jours de précipitations en janvier et 7,4 jours en juillet. Pour la période 1991-2020, la température moyenne annuelle observée sur la station météorologique la plus proche, située sur la commune de Chaillac à 9 km à vol d'oiseau, est de 12,3 °C et le cumul annuel moyen de précipitations est de 864,0 mm,. Pour l'avenir, les paramètres climatiques de la commune estimés pour 2050 selon différents scénarios d'émission de gaz à effet de serre sont consultables sur un site dédié publié par Météo-France en novembre 2022.

## Urbanisme

### Typologie
Au 1er janvier 2024, Jouac est catégorisée commune rurale à habitat dispersé, selon la nouvelle grille communale de densité à sept niveaux définie par l'Insee en 2022.
Elle est située hors unité urbaine et hors attraction des villes,.

### Occupation des sols
L'occupation des sols de la commune, telle qu'elle ressort de la base de données européenne d’occupation biophysique des sols Corine Land Cover (CLC), est marquée par l'importance des territoires agricoles (83 % en 2018), une proportion sensiblement équivalente à celle de 1990 (83,8 %). La répartition détaillée en 2018 est la suivante :
prairies (49 %), zones agricoles hétérogènes (19,1 %), terres arables (14,9 %), forêts (12,8 %), milieux à végétation arbustive et/ou herbacée (2,5 %), eaux continentales (1,6 %). L'évolution de l’occupation des sols de la commune et de ses infrastructures peut être observée sur les différentes représentations cartographiques du territoire : la carte de Cassini (XVIIIe siècle), la carte d'état-major (1820-1866) et les cartes ou photos aériennes de l'IGN pour la période actuelle (1950 à aujourd'hui).

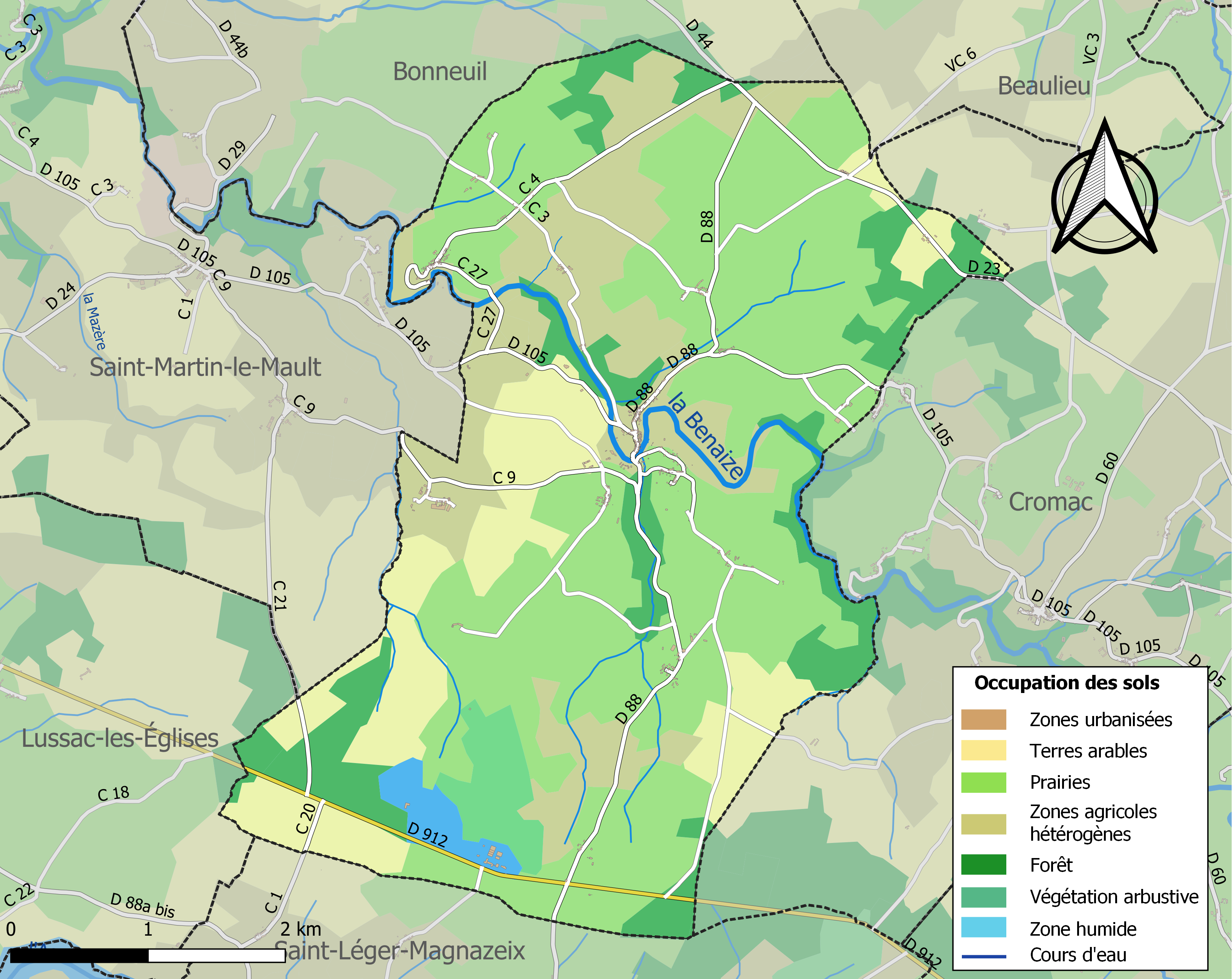
Carte des infrastructures et de l'occupation des sols de la commune en 2018 (CLC).

### Risques majeurs
Le territoire de la commune de Jouac est vulnérable à différents aléas naturels : météorologiques (tempête, orage, neige, grand froid, canicule ou sécheresse) et séisme (sismicité faible). Il est également exposé à un risque particulier : le risque de radon. Un site publié par le BRGM permet d'évaluer simplement et rapidement les risques d'un bien localisé soit par son adresse soit par le numéro de sa parcelle.

#### Risques naturels

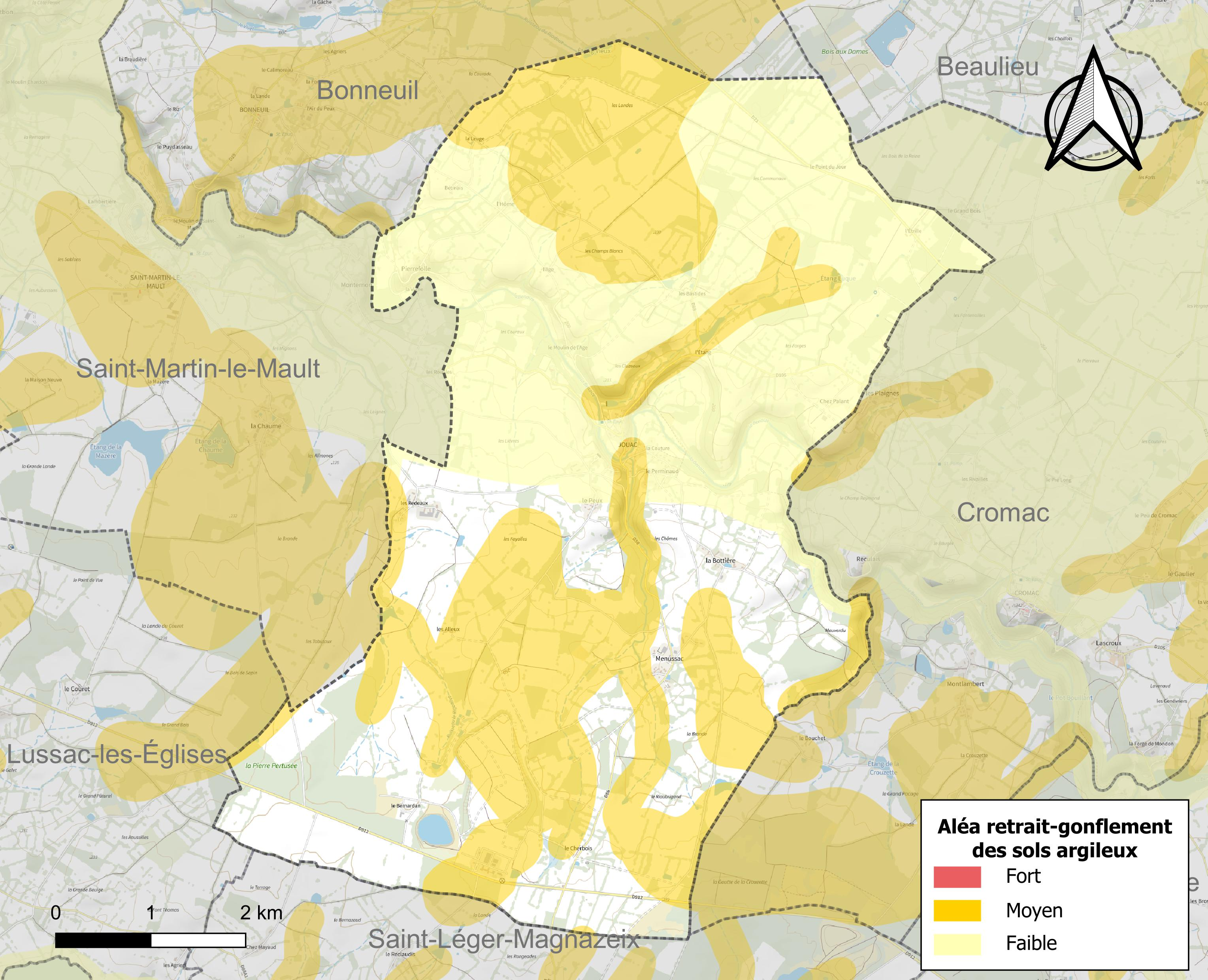
Carte des zones d'aléa retrait-gonflement des sols argileux de Jouac.

Le retrait-gonflement des sols argileux est susceptible d'engendrer des dommages importants aux bâtiments en cas d’alternance de périodes de sécheresse et de pluie. 38,6 % de la superficie communale est en aléa moyen ou fort (27 % au niveau départemental et 48,5 % au niveau national métropolitain). Depuis le 1er octobre 2020, en application de la loi ÉLAN, différentes contraintes s'imposent aux vendeurs, maîtres d'ouvrages ou constructeurs de biens situés dans une zone classée en aléa moyen ou fort,.
La commune a été reconnue en état de catastrophe naturelle au titre des dommages causés par les inondations et coulées de boue survenues en 1982 et 1999 et par des mouvements de terrain en 1999.

#### Risque particulier
Dans plusieurs parties du territoire national, le radon, accumulé dans certains logements ou autres locaux, peut constituer une source significative d’exposition de la population aux rayonnements ionisants. Selon la classification de 2018, la commune de Jouac est classée en zone 3, à savoir zone à potentiel radon significatif.

## Toponymie
Du nom propre latin Jovius associé au suffixe -acum. 
En dérivent les formes Jouac en français et Joac en marchois (langue du Croissant).

## Histoire
La construction de la voie romaine d’Avaricum à Augustoritum fut ordonnée sous le règne de l’empereur Tetricus (268-273), deuxième branche à celle décidée sous le règne d’Agrippa en 22 av. J.-C.
Les voies romaines du Berry. Edition Léon Tenin, Recueil Sirey, 1922 à Paris. page 27.
De là, elle allait rejoindre en ligne droite, par la Buissonnière et le Bois-Joly, l'angle nord-est de la paroisse de Bonneuil, près du lieu-dit les Landes, où elle devait rencontrer une autre voie venant du Blanc ; c'est là qu'elle quittait le territoire des Bituriges. À partir de ce moment, elle prenait la direction sud - sud-est, et pendant 2 700 m séparait les paroisses de Bonneuil et Jouac (à l'ouest) de celles de Chaillac et Beaulieu (à l'est), passant successivement par les trois points d'intersection des paroisses de Chailiac, Bonneuil, et Beaulieu ; de Bonneuil, et Baulieu, et Jouac ; de Beaulieu, Jouac, et Cromac. Après avoir franchi la Benaize à l'est du bourg de Jouac, la voie devient très apparente près de la cote 251, va passer au point d’intersection des trois paroisses de Jouac, Cromac, et Saint-Léger-Magnazeix, et traverse ensuite ce dernier bourg. Or, dans le cimetière de Saint-Léger-Magnazeix, on a trouvé en 1847 une borne milliaire, dont l'inscription, quoique incomplète, nous renseigne sur la direction de la voie.
Extrait de Voyageurs et marchands au temps des carolingiens, Olivier Bruand, (bibliothèque du moyen âge), éditions de Boeck Universités 2002 – Bruxelles. Page : 128.
Conwoion, l’abbé de Redon, est utilisé comme ambassadeur par Nominoé et rencontre Louis le pieux à deux reprises en 832, à Jouac puis à Tour.
Histoire générale, civile, religieuse et littéraire du Poitou, Volume 4 de Charles Auguste Auber, chez L.P Gouraud en 1887. page 284.
Dito, ci-dessus.
Monographie du canton de Saint-Sulpice-les-Feuilles, de Roger Droault, 1961, imprimerie R. Guillemot et L. de Lamothe : En 1257 : Joac
En 1262 : Joat
1295 - 1463 : Johac
1458 - 1668 : Jouhac.
Extrait du Dictionnaire de la noblesse, Tome X de 1775, par M. de la Chesnaye-desbois, Editeur Antoine Boudet, rue Saint jacques à Paris (page 604) :
Gilles de Maulmont, seigneur de Saint-Vit, Cursal et la Croisille, consentit à une vente conjointement avec sa femme et du consentement de Philippe d’Aubuisson, sa mère, Antoine, Louis et Guyot, ses frères à Louis de Pierre Bussierre, du droit de péage de Châteauneuf, Saint-Vit et Beauvais en 1454 ; servit en qualité d’homme d’armes dans la compagnie du comte de Sancerre en 1470, ensuite dans celle du Sire d'Estourteville en 1475 et fut tué à la prise du Château Giron en Franche Comté en 1480. Il avait épousé Margueritte de Bras-de-Fer laquelle en qualité de tutrice de ses enfants comme on l’a dit transigea en 1480 avec Souveraine et Isabeau de Maulmont ses belles sœurs. Elle eut de son mariage : Louis, Jean seigneur de la Croux qui servit en qualité d’homme d’armes de la compagnie de M. de Grammont, ensuite dans celle du comte d’Orval en 1491, dans celle de M. de Bourbon en 1493 dans celle de M. de Luxembourg Ligny en 1497. Il avoit épousé le 26 février 1503 Jacquette de la Borde, dame de la Croux, paroisse de Jouhat, laquelle étant veuve passa une transaction en 1508 avec Antoine de Chateigner, prieur de Beaulieu. Elle eut de son mariage trois filles : Catherine mentionnée dans un acte de 1534 ; Françoise mariée, la même année, à Georges de Salagnac, seigneur de la Radegaudon, fils de Pierre et de Georgette Giroux et enfin Charlotte mariée à Gabriel de Sauzet qui transigea le 9 juin 1535 à l’occasion de la succession de Louise de Maulmont, femme de François de Comborn avec Charles de Maulmont.
En 1776 : Dictionnaire universel de la France ancienne et moderne, Tome second, chez Saugrain, quai des augustins à Paris. Page : 228.
Jouac : dans le Berry, diocèses de Bourges, Parlement de Paris, Intendance de Bourges, élection de Le Blanc, a 370 habitants.
En 1860-1861 : Mémoire de la société des antiquaires de l’Ouest, Edition chez Derache rue du Bouloy, Paris. Page : 123 :

## Blasonnement
|  | Les armoiries de Jouac se blasonnent ainsi : De sinople au foudre d'or. |

## Politique et administration
| Période   | Période   | Identité           | Étiquette | Qualité |
| --------- | --------- | ------------------ | --------- | ------- |
| mars 2001 | 2008      | Roland Laguide     |           |         |
| mars 2008 | mars 2014 | Pascal Lageon      |           |         |
| mars 2014 | 2020      | Virginie Windridge |           |         |
| mars 2020 | En cours  | Michel Boux        |           |         |

## Démographie
L'évolution du nombre d'habitants est connue à travers les recensements de la population effectués dans la commune depuis 1793. Pour les communes de moins de 10 000 habitants, une enquête de recensement portant sur toute la population est réalisée tous les cinq ans, les populations de référence des années intermédiaires étant quant à elles estimées par interpolation ou extrapolation. Pour la commune, le premier recensement exhaustif entrant dans le cadre du nouveau dispositif a été réalisé en 2007.

En 2022, la commune comptait 189 habitants, en évolution de +1,61 % par rapport à 2016 (Haute-Vienne : −0,68 %, France hors Mayotte : +2,11 %).
| 1793 | 1800 | 1806 | 1821 | 1831 | 1836 | 1841 | 1846 | 1851 |
| ---- | ---- | ---- | ---- | ---- | ---- | ---- | ---- | ---- |
| 600  | 428  | 658  | 538  | 557  | 590  | 599  | 607  | 582  |

| 1856 | 1861 | 1866 | 1872 | 1876 | 1881 | 1886 | 1891 | 1896 |
| ---- | ---- | ---- | ---- | ---- | ---- | ---- | ---- | ---- |
| 578  | 567  | 578  | 609  | 653  | 623  | 657  | 677  | 681  |

| 1901 | 1906 | 1911 | 1921 | 1926 | 1931 | 1936 | 1946 | 1954 |
| ---- | ---- | ---- | ---- | ---- | ---- | ---- | ---- | ---- |
| 659  | 617  | 601  | 495  | 438  | 417  | 461  | 444  | 409  |

| 1962 | 1968 | 1975 | 1982 | 1990 | 1999 | 2006 | 2007 | 2012 |
| ---- | ---- | ---- | ---- | ---- | ---- | ---- | ---- | ---- |
| 404  | 402  | 341  | 311  | 224  | 206  | 208  | 208  | 191  |

| 2017 | 2022 | - | - | - | - | - | - | - |
| ---- | ---- | - | - | - | - | - | - | - |
| 181  | 189  | - | - | - | - | - | - | - |

## Culture locale et patrimoine

### Lieux et monuments
- Mine d'extraction d'uranium du Bernardan, ouverte en 1977 et fermée pour cause de rentabilité insuffisante en 2001. Il s'agissait de la dernière mine d'uranium de France.
- Église Saint-Pierre-et-Saint-Paul de Jouac.

## Pour approfondir